# Johan Lund Olsen

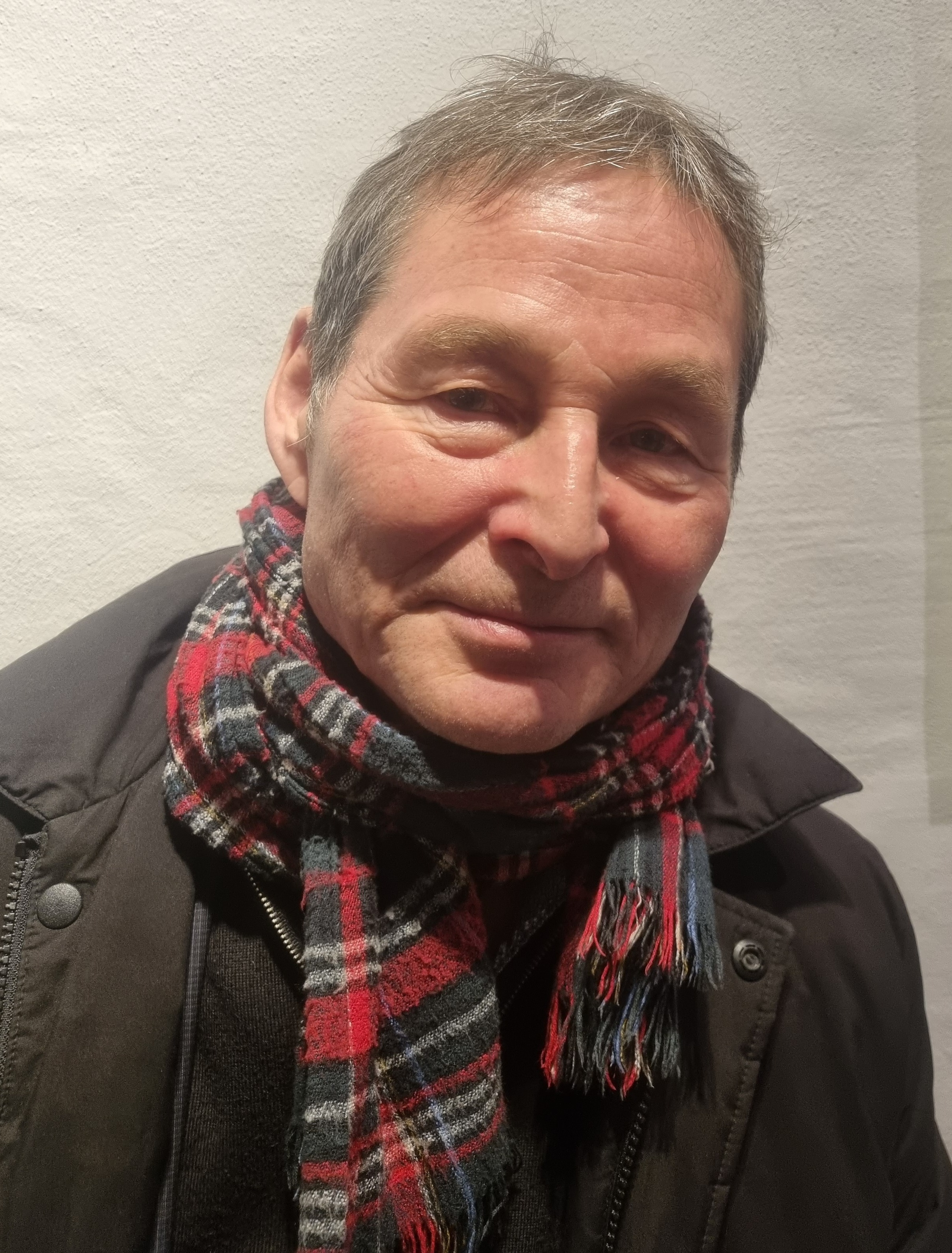
Johan Lund Olsen (2023)

Johan Johannes Lund Olsen (* 13. April 1958 in Kopenhagen) ist ein grönländischer Politiker (Inuit Ataqatigiit).

## Leben

### Frühe Jahre
Johan Lund Olsen ist der Sohn des Oberlehrers Louis Olsen († 2003) und der Oberlehrerin Ane Lund († 2014). Seine Schwester ist die Politikerin Martha Lund Olsen. 1986 heiratete er die Eskimologin und Beamtin Lise Lennert (1959–2019), mit der er die drei Kinder Ilannguaq, Najaaraq und Kira hat. Am 15. August 2014 heiratete er die Hebamme Margrethe Kruse Jensen (* 1968), Tochter von Robert Kruse Jensen († 2013) und seiner Frau Theodora K. Kristiansen.
Johan Lund Olsen besuchte von 1975 bis 1978 die Kathedralschule in Viborg und wurde danach von 1980 bis 1983 als Sozialberater an Den Sociale Højskole in Aarhus ausgebildet. Danach war er bis 1987 Sozialarbeiter in Kopenhagen, anschließend Kollegiumsinspektor in Sisimiut, ab 1989 Abteilungsleiter der Kriminalvorsorge Grönlands und von 1993 bis 1999 Rektor der Sozialberaterausbildung an der Universität von Grönland.

### Politikkarriere

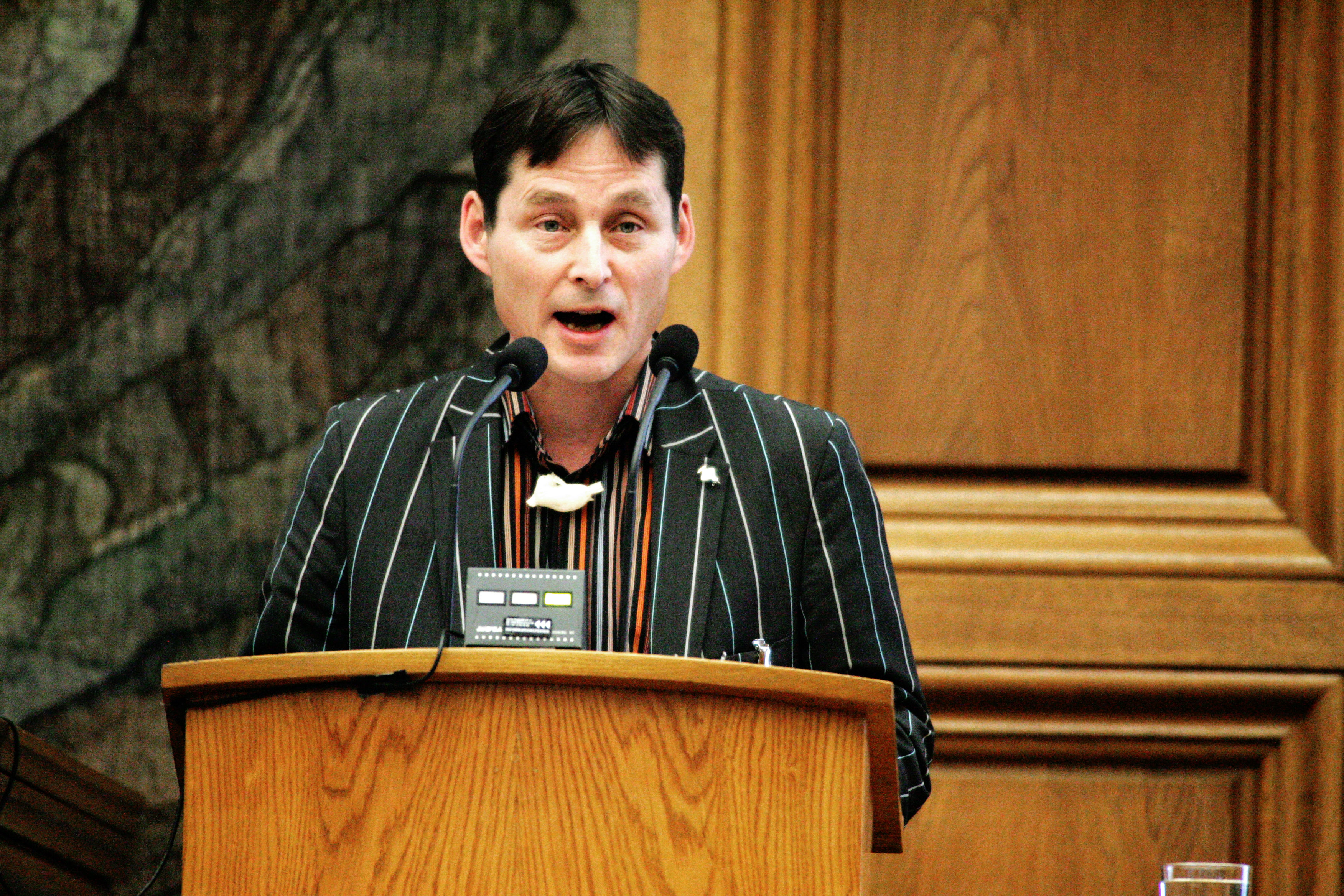
Johan Lund Olsen (2006)

Johan Lund Olsen war von 1987 bis 1991 Vorsitzender der Inuit Ataqatigiit in Sisimiut. Bei der Parlamentswahl 1987 kandidierte er erstmals als Zweiter Stellvertreter von Aqqaluk Lynge. Von 1989 bis 1993 saß er im Rat der Gemeinde Sisimiut. Bei der Folketingswahl 1990 kandidierte er als Erster Stellvertreter von Kiista Lynge Høegh.
Bei der Parlamentswahl 1991 kandidierte er erstmals selbst und wurde ins Inatsisartut gewählt. Anfang 1993 löste er überraschend Aqqaluk Lynge als Parteivorsitzenden der Inuit Ataqatigiit ab. Bereits 1994 gab er das Amt freiwillig ab und wurde von Josef Motzfeldt nachgefolgt.
1995 wurde er wieder ins Parlament gewählt.  Bei der Folketingswahl 1998 kandidiert er erstmals selbst für einen Sitz im Folketing, wurde aber nicht gewählt.
Bei der  Parlamentswahl 1999 wurde er erneut ins Inatsisartut gewählt. Von April bis November 1999 war er kurzzeitig Parlamentspräsident, wurde aber unter kritisablen Umständen abgewählt. Von 2000 bis 2003 war er Mitglied der Selvstyrekommission.
2002 wurde er zum vierten Mal ins Parlament gewählt und anschließend im Dezember 2002 zum Minister für Infrastruktur, Umwelt und Wohnungswesen im Kabinett Enoksen I ernannt. Bereits im Januar 2003 schied die Inuit Ataqatigiit wieder aus der Regierung aus. Im September desselben Jahres wurde eine neue Regierung mit der Inuit Ataqatigiit gebildet und Johan Lund Olsen wurde Minister für Erwerb, Landwirtschaft und Arbeitsmarkt im Kabinett Enoksen III.
Bei der Parlamentswahl 2005 wurde er erneut wiedergewählt. Von 2006 bis 2008 war er Mitglied der grönländisch-dänischen Selvstyrekommission. Von 2007 bis 2009 war er Sekretariatsleiter der grönländischen Gewerkschaft SIK. 2009 schied er aus dem Parlament aus, da er nicht mehr zur Wahl antrat. Im selben Jahr wurde er Parteiberater der Inuit Ataqatigiit, was er bis 2014 blieb.
Er kandidierte jedoch bei der Folketingswahl 2011 und wurde zum Stellvertreter für Sara Olsvig gewählt. Bei der Parlamentswahl 2013 verpasste er einen Sitz deutlich. Im September 2013, von Oktober bis November 2013, von März bis April 2014 und von September 2014 bis zum Ende der Legislaturperiode im Mai 2015 vertrat er Sara Olsvig im Folketing. Bei der Folketingswahl 2015 wurde er Stellvertreter von Aaja Chemnitz Larsen. Von 2017 bis 2020 war er Sekretariatsleiter der Verfassungskommission. Bei der Parlamentswahl 2021 wurde er wieder nicht gewählt. Vom 12. Nachrückerplatz aus konnte er jedoch Ende Mai 2022 für eine Woche ins Inatsisartut aufrücken.
Er ist seit dem 21. Juni 2015 Träger des Nersornaat in Gold und zudem Ritter des Dannebrogordens.